# 슴새과
슴새과(Procellariidae)는 슴새목에 속하는 바다새 조류 분류군의 하나이다. 슴새 등을 포함하고 있다.

## 하위 속
| - Macronectes - Fulmarus - Thalassoica - Daption - Pagodroma - Halobaena - Pachyptila | - Procellaria - 불워리제비슴새속 (Bulweria) - 슴새속 (Calonectris) - 붉은발슴새속 (Puffinus) - Pseudobulweria - Lugensa - 큰날개제비슴새속 (Pterodroma) |